# Pierre Cintas
Pierre Cintas, né le 22 septembre 1908 à Tabarka et mort le 12 juillet 1974 à Paris, est un fonctionnaire et archéologue français.

## Biographie
Membre de l'administration des douanes, il entreprend tardivement des études universitaires d'histoire antique et d'archéologie couronnées par un doctorat portant sur les amulettes puniques en 1946. À partir de septembre 1951, il répond à l'invitation de son homologue marocain Raymond Thouvenot et explore régulièrement, jusqu'en 1955, le littoral atlantique marocain à la recherche de nouveaux sites puniques. Il participe également aux fouilles de l'île de Mogador, où le comptoir commercial de Cerné évoqué par Hérodote, Hannon le Navigateur et le Périple du Pseudo-Scylax est découvert en 1950. Il est par la suite inspecteur des antiquités de Tunisie puis directeur de la mission archéologique française en Tunisie de 1956 à 1961. Il est le frère de l'archéologue Jean Cintas, spécialiste d'archéologie tunisienne de l'Antiquité tardive.
Son nom reste attaché aux sites d'Hadrumète, du tophet de Salammbô à Carthage et de Kerkouane.

## Activité archéologique
Son activité archéologique est presque exclusivement tunisienne et punique :
- Hadrumète : fouilles du sanctuaire punique (tophet) de Sousse
- Tophet de Salammbô : découverte du dépôt de fondation, appelé « chapelle Cintas », qui a largement alimenté la polémique entre historiens
- Utique
- Kerkouane : codécouvreur avec Charles Saumagne
- Tipaza (Algérie) : fouilles de sépultures

## Publications
La bibliographie est partielle et ne reprend que les titres principaux :
- Pierre Cintas, Les amulettes puniques, Tunis, Institut des hautes études de Tunis, 1946, 171 p.
- Pierre Cintas, La céramique punique, Tunis, Imprimerie La Rapide/Institut des hautes études de Tunis, 1950, 589 p.
- Pierre Cintas, Contribution à l'étude de l'expansion carthaginoise au Maroc, Paris, Arts et métiers graphiques, coll. « Publications de l'Institut des hautes études marocaines », 1954, 149 p.
- Pierre Cintas, Manuel d'archéologie punique, t. I : Histoire et archéologie comparées, chronologie des temps archaïques de Carthage et des villes phéniciennes de l'ouest, Paris, A. et J. Picard et Cie, coll. « Collection des manuels d'archéologie et d'histoire de l'art », 1970, 513 p.
- Pierre Cintas, Manuel d'archéologie punique, t. II : La civilisation carthaginoise, les réalisations matérielles, Paris, A. et J. Picard et Cie, coll. « Collection des manuels d'archéologie et d'histoire de l'art », 1976, 415 p.

Parmi les nombreux articles parus dans des périodiques, il faut citer :
- Pierre Cintas et Ernest-Gustave Gobert, « Les tombes du Jbel Mlezza », Revue tunisienne, nos 38-39-40,‎ 1939, p. 135-198.
- Pierre Cintas, « Le sanctuaire punique de Sousse », Revue africaine, nos 410-411,‎ 1947, p. 1-85.
- Pierre Cintas, « Un sanctuaire pré-carthaginois sur la grève de Salammbô », Revue tunisienne, nos 1-2,‎ 1948, p. 1-31 (lire en ligne, consulté le 17 juin 2020).
- Pierre Cintas, « Fouilles puniques à Tipasa », Revue africaine, no 92,‎ 1949, p. 1-68.